# Perizoma epictata
Perizoma epictata är en fjärilsart som beskrevs av Barnes och Mcdunnough 1916. Perizoma epictata ingår i släktet Perizoma och familjen mätare. Inga underarter finns listade i Catalogue of Life.